# Bosonodzy lekarze
Bosonogi lekarz (chin. upr.: 赤脚医生; chin. trad.: 赤腳醫生; pinyin: chìjiǎo yīshēng) to termin odnoszący się do osób świadczących pomoc medyczną w Chinach bez wykształcenia medycznego czy kwalifikacji lekarskich. Ich zatrudnianie było odpowiedzią na duże zapotrzebowanie na opiekę medyczną na obszarach, gdzie nie było wystarczająco lekarzy. Byli oni rolnikami, którzy uczestniczyli w krótkim szkoleniu umożliwiającym im zapewnianie mieszkańcom wsi podstawowej pomocy medycznej. 

## Tło
W 1951 roku zaczęto szkolić wiejskich pracowników medycznych. Obszary wiejskie zmagały się z wieloma problemami w opiece medycznej, która dla wielu ich mieszkańców była niedostępna lub nie było ich na nią stać. 26 czerwca 1965 Mao Zedong wydał zarządzenie, w którym nalegał do podjęcia działań w celu polepszenia systemu opieki zdrowotnej w regionach wiejskich, gdyż była ona skoncentrowana na dużych miastach. 10 września 1968 w magazynie „Red Flag” został opublikowany artykuł dotyczący programu bosych lekarzy, włączający go do polityki narodowej. Cztery dni później artykuł ten został ponownie opublikowany w „Dzienniku Ludowym”. Szpitale miejskie wysłały więc pracowników medycznych do szkolenia miejscowej ludności na paramedyków. Programy wspierające działalność bosych lekarzy nosiły nazwę „wiejskich spółdzielczych systemów medycznych”. 
Podczas rewolucji kulturalnej zamknięte zostały szkoły i uniwersytety medyczne, a wielu lekarzy i absolwentów kierunków medycznych zostało wysłanych do pracy na wsi. Im wyższą mieli pozycję, tym cięższa była zlecona im praca. Niektórzy z nich zajęli się szkoleniem lokalnej ludności do roli bosonogich lekarzy. Przeszkolonych zostało ponad milion osób. Instytucje posiadające podobne zadania do bosych lekarzy istniały jednak na terenie Chin wcześniej, jeszcze przed rokiem 1949. 
Nazwa „bosy lekarz” wzięła się z Szanghaju. Osoby sprawujące tę funkcję nazywano tak dlatego, że rolnicy pracujący na polu zwykle nie nosili butów, a oprócz zapewniania opieki medycznej, większość bosych rolników pracowała również na roli. 

## Szkolenie i rola w społeczeństwie
Kandydaci na bosych lekarzy byli wybierani przez swoje społeczności. Byli oni rekrutowani z wiosek. Nie liczyło się ich tło edukacyjne, a raczej znajomości i reputacja i w społeczności oraz stanowisko polityczne. Pochodzili oni z niższych klas społecznych. Otrzymywali trening medyczny trwający od trzech miesięcy do roku, choć w praktyce często był on o wiele krótszy, po którym wracali do swoich wiosek, by w nich wykorzystywać to, czego się nauczyli. Szkoleni byli m.in. w zakresie identyfikowania częstych chorób i leczenia ich chińskimi ziołami, a czasem również lekami zachodnimi, podstawowej akupunktury, przeprowadzanie małych zabiegów oraz odbierania porodów. Nie pełnili oni wyłącznie roli lekarzy, równocześnie pracowali wciąż na roli. Bosi lekarze nie tylko leczyli chorych, ale również edukowali ludność wiejską w zakresie zdrowia publicznego, higieny, szczepień, a także zajmowali się sianiem, zbieraniem i przetwarzaniem ziół leczniczych. 
Według państwa optymalną ilością pacjentów przypadających na jednego bosonogiego lekarza było 500 osób, ale to społeczności miały ostatnie słowo w kwestii tego, ilu bosonogich lekarzy faktycznie potrzebują, np. w bardziej rozproszonych społecznościach wygodniejsza była obecność większej liczby lekarzy. 
Od 1967 do 1978 roku wyżej wspomniane te wykształciły około dwóch milionów bosonogich lekarzy. Wynagrodzenie za świadczenie przez nich usług medycznych było takie samo, jak za wykonywanie pracy na polu, więc ich zarobki były o około połowę niższe niż prawdziwych wykształconych lekarzy. System bosych lekarzy w Chinach został przez Światową Organizację Zdrowia uznany za dobry wzór do naśladowania dla rozwijających się państw, by rozwiązać problem niedoborów usług medycznych, gdyż program ten pomimo niskiej jakości usług oraz sprzętu, skutecznie obniżył koszty usług medycznych na obszarach wiejskich, tym samym podwyższając procent mieszkańców wsi z dostępem do pomocy medycznej. Pacjenci częściej zwracali się do bosych lekarzy terminem „同志 tóngzhì” (towarzysz) niż „医生 yīshēng” (lekarz), co miało wpływ na odbiór ich działalności jako wzajemnej pomocy członków społeczeństwa i promowanie reżimu.

## Wiejscy lekarze
Reformy w systemie opieki zdrowotnej na początku lat osiemdziesiątych spowodowały upadek spółdzielczego systemu opieki zdrowotnej i zastąpienie go systemem opartym na płatności. Odsetek wiosek ze spółdzielczym systemem spadł z 90% w latach sześćdziesiątych do 5% w latach osiemdziesiątych. W 1985 roku Ministerstwo Zdrowia zastąpiło termin „bosy lekarz” terminem „lekarz wiejski”, a bosonodzy lekarze i inni chętni do otrzymania tego tytułu, musieli zdać egzamin. Niektórzy zdali go i kontynuowali pracę jako lekarze, a inni zmienili zawód. Pod koniec 2013 roku wiejskich lekarzy było w Chinach około miliona. Lekarze wiejscy często są jednak krytykowani ze względu na to, że pracują oni dla zarobku, przez co koncentrują się bardziej na leczeniu już chorych ludzi niż na poprawie zdrowia publicznego i zapobieganiu chorobom.